# 南部利直
南部 利直（なんぶ としなお）は、安土桃山時代から江戸時代前期にかけての大名。陸奥国盛岡藩初代藩主。官位は従四位下・信濃守。南部氏27代（盛岡南部家2代）当主。

## 生涯
天正4年（1576年）、26代当主・南部信直の長男として三戸の田子城にて誕生。
天正18年（1590年）、前田利家を烏帽子親として元服し、その際に利家から「利」の一字を授与されて利正と名乗り、後に利直に改名する。
文禄4年（1595年）に従五位下・信濃守に叙任する。
慶長3年（1598年）8月18日に豊臣秀吉が死去した後は、父・信直と共に五大老筆頭の徳川家康に接近する。
慶長4年（1599年）、父が死去したため家督を継いで南部家当主となった。
慶長5年（1600年）の関ヶ原の戦いにおいて、東軍の家康は東北・北陸の大名に対し、西軍の石田三成に通じた会津上杉景勝の征伐を命じ、利直は最上義光の後援として山形へ出陣（慶長出羽合戦）。しかし領土拡大を密かに謀った伊達政宗が和賀忠親を煽動して和賀郡や稗貫郡で一揆を起こしたため、帰国を許されて慶長6年（1601年）までに一揆を鎮圧した（岩崎一揆）。
以降は盛岡藩政の整備に着手し、白根金山や西道金山を始めとする鉱山開発から財政を安定させた。折から領内の産金が著しいこともあり財政に恵まれて、近世的支配体制が進展する。元和元年（1615年）には盛岡城を築城して城下町を形成し、三戸城下の市民も盛岡に移した。また、九戸政実の乱の先例から家臣の多くを処罰、追放して集権化を進め、盛岡藩の基礎を固めていった。
慶長19年（1614年）には大坂冬の陣にも参陣し、江戸幕府との関係強化に努めた。
寛永3年（1626年）に従四位下になる。
寛永9年（1632年）8月18日、江戸桜田屋敷で死去した。享年57。跡を三男の重直が継いだ。後に重直が男子なくして没したため、盛岡藩は五男の重信と七男の直房（八戸藩祖）の間で分割されることになる。

## 系譜
- 父：南部信直（1546-1599）
- 母：慈照院 - 泉山古康の娘
- 正室：武姫、於武の方、源秀院 - 蒲生氏郷の娘（一説に養妹）[4]。
  - 三男：南部重直（1606-1664）
  - 四男：南部利康
  - 女子：東胤政室
- 側室：法源院 - 山田九郎左衛門の妹
  - 男子：山田利長
- 側室：仙寿院（1604-1673） - 中野嘉兵衛正吉の娘
  - 七男：南部直房（1628-1668）
- 側室：松子 - 慈徳院、花輪政朝の娘
  - 五男：南部重信（1616-1702）
- 側室：楽女 - 岩、閑、香林院、家老石井伊賀守直弥（なおみち、甲州譜代重臣、2500石）の妹
  - 次男：南部政直（1599-1624）
  - 女子：北直愛室
  - 女子：七姫 - 最上義俊正室のち藩士中野元慶室
- 側室：お三世 - 今渕政明の娘
  - 長男：南部家直（1598-1613）
- 養子
  - 男子：松前利広 - 松前慶広の三男